# 1942 no cinema

## Principais filmes estreados
- Across the Pacific, de John Huston, com Humphrey Bogart e Mary Astor
- Ala-Arriba!, de José Leitão de Barros
- Aniki Bóbó, de Manoel de Oliveira
- Aquarela do Brasil, curta-metragem de animação, inserida no filme Saludos Amigos
- L'assassin habite... au 21, de Henri-Georges Clouzot
- Bambi, filme de animação da Walt Disney Productions
- The Battle of Midway, documentário de John Ford
- The Black Swan, de Henry King, com Tyrone Power, Maureen O'Hara, George Sanders e Anthony Quinn
- Casablanca, de Michael Curtiz, com Humphrey Bogart, Ingrid Bergman, Claude Rains, Conrad Veidt e Peter Lorre
- Cat People, de Jacques Tourneur, com Simone Simon
- La cena delle beffe, de Alessandro Blasetti, com Valentina Cortese
- Chichi ariki, de Yasujiro Ozu
- Desperate Journey, de Raoul Walsh, com Errol Flynn e Ronald Reagan
- For Me and My Gal, de Busby Berkeley, com Judy Garland e Gene Kelly
- Gentleman Jim, de Raoul Walsh, com Errol Flynn
- The Great Man's Lady, de William A. Wellman, com Barbara Stanwyck e Joel McCrea
- Holiday Inn, de Mark Sandrich, com Bing Crosby e Fred Astaire
- I Married a Witch, de René Clair, com Veronica Lake, Fredric March e Susan Hayward
- The Magnificent Ambersons (1948) de Orson Welles, com Joseph Cotten e Anne Baxter
- In This Our Life, de John Huston, com Bette Davis e Olivia de Havilland
- In Which We Serve, de David Lean, com Noel Coward
- Keeper of the Flame, de George Cukor, com Spencer Tracy e Katharine Hepburn
- Kings Row, de Sam Wood, com Ann Sheridan, Robert Cummings, Ronald Reagan e Claude Rains
- The Major and the Minor, de Billy Wilder, com Ginger Rogers e Ray Milland
- The Man Who Came to Dinner, de William Keighley, com Bette Davis, Ann Sheridan e Monty Woolley
- Mrs. Miniver, de William Wyler, com Greer Garson e Walter Pidgeon
- Now, Voyager, de Irving Rapper, com Bette Davis e Claude Rains
- Once Upon a Honeymoon, de Leo McCarey, com Cary Grant e Ginger Rogers
- The Palm Beach Story, de Preston Sturges, com Claudette Colbert, Joel McCrea e Mary Astor
- O Pátio das Cantigas, de Francisco Ribeiro, com António Vilar, Ribeirinho, Vasco Santana, António Silva, Maria da Graça e Laura Alves
- The Pride of the Yankees, de Sam Wood, com Gary Cooper, Teresa Wright e Walter Brennan
- Random Harvest, de Mervyn LeRoy, com Ronald Colman e Greer Garson
- Reap the Wild Wind, de Cecil B. DeMille, com Ray Milland, John Wayne, Paulette Goddard, Susan Hayward e Charles Bickford
- Reunion in France, de Jules Dassin, com Joan Crawford e John Wayne
- Road to Morocco, de David Butler, com Bing Crosby, Bob Hope, Dorothy Lamour e Anthony Quinn
- Saboteur, de Alfred Hitchcock, com Priscilla Lane e Robert Cummings
- Saludos Amigos, filme de animação da Walt Disney Productions
- Tales of Manhattan, de Julien Duvivier, com Rita Hayworth, Charles Boyer, Ginger Rogers, Henry Fonda, Charles Laughton e Edward G. Robinson
- The Talk of the Town, de George Stevens, com Cary Grant, Jean Arthur e Ronald Colman
- Tarzan's New York Adventure, de Richard Thorpe, com Johnny Weissmuller, Maureen O'Sullivan e Charles Bickford
- This Gun for Hire, de Frank Tuttle, com Veronica Lake, Robert Preston e Alan Ladd
- To Be or Not to Be, de Ernst Lubitsch, com Carole Lombard e Robert Stack
- Les visiteurs du soir, de Marcel Carné
- Went the Day Well?, de Alberto Cavalcanti
- Woman of the Year, de George Stevens, com Spencer Tracy e Katharine Hepburn
- Yankee Doodle Dandy, de Michael Curtiz, com James Cagney e Walter Huston
- The Young Mr. Pitt, de Carol Reed, com John Mills

## Nascimentos
| Data            | Nome                  | Profissão                               | Nacionalidade  | Observações | Ref |
| --------------- | --------------------- | --------------------------------------- | -------------- | ----------- | --- |
| 19 de janeiro   | Michael Crawford      | ator, comediante e cantor               | Reino Unido    |             |     |
| 31 de janeiro   | Daniela Bianchi       | atriz e modelo                          | Itália         |             |     |
| 1 de fevereiro  | Terry Jones           | ator                                    | Reino Unido    |             |     |
| 20 de fevereiro | Claude Miller         | realizador, produtor e ator             | França         |             |     |
| 21 de fevereiro | Margarethe von Trotta | cineasta                                | Alemanha       |             |     |
| 22 de fevereiro | Aracy Balabanian      | atriz                                   | Brasil         |             |     |
| 28 de março     | Mike Newell           | cineasta                                | Reino Unido    |             |     |
| 5 de abril      | Peter Greenaway       | cineasta                                | Reino Unido    |             |     |
| 6 de abril      | Barry Levinson        | cineasta                                | Estados Unidos |             |     |
| 9 de abril      | Brandon De Wilde      | ator                                    | Estados Unidos | m. 1972     |     |
| 26 de abril     | Claudine Auger        | atriz                                   | França         |             |     |
| 4 de junho      | Ítala Nandi           | atriz                                   | Brasil         |             |     |
| 9 de julho      | Richard Roundtree     | ator                                    | Estados Unidos |             |     |
| 13 de julho     | Harrison Ford         | ator                                    | Estados Unidos |             |     |
| 31 de julho     | Alfredo Sternheim     | cineasta                                | Brasil         |             |     |
| 9 de agosto     | Miguel Littín         | cineasta                                | Chile          |             |     |
| 18 de agosto    | Lauro António         | cineasta, crítico e professor de cinema | Portugal       |             |     |
| 6 de outubro    | Britt Ekland          | atriz                                   | Suécia         |             |     |
| 23 de outubro   | Michael Crichton      | produtor e escritor                     | Estados Unidos | m. 2008     |     |
| 26 de outubro   | Bob Hoskins           | ator                                    | Reino Unido    | m. 2014     |     |
| 31 de outubro   | David Ogden Stiers    | ator                                    | Estados Unidos |             |     |
| 17 de novembro  | Martin Scorsese       | realizador                              | Estados Unidos |             |     |
| 18 de novembro  | Fernando Benini       | ator                                    | Brasil         |             |     |

## Mortes
| Data           | Nome           | Profissão | Nacionalidade  | Observações | Ref |
| -------------- | -------------- | --------- | -------------- | ----------- | --- |
| 29 de maio     | John Barrymore | ator      | Estados Unidos | n. 1882     |     |
| 30 de novembro | Buck Jones     | ator      | Estados Unidos | n. 1891     |     |